# Cem (sułtan)
Cem, także Dżem, Jem, Zizim (ur. 22 grudnia 1459, zm. 25 lutego 1495) – pretendent do tronu Imperium Osmańskiego w XV w. Cem był trzecim synem sułtana Mehmeda II Zdobywcy i przyrodnim bratem sułtana Bajazyda II, a tym samym stryjem sułtana Selima I. Przetrzymywany m.in. na dworze papieża Aleksandra VI Borgii. Zmarł w niejednoznacznych okolicznościach.